# はさき号

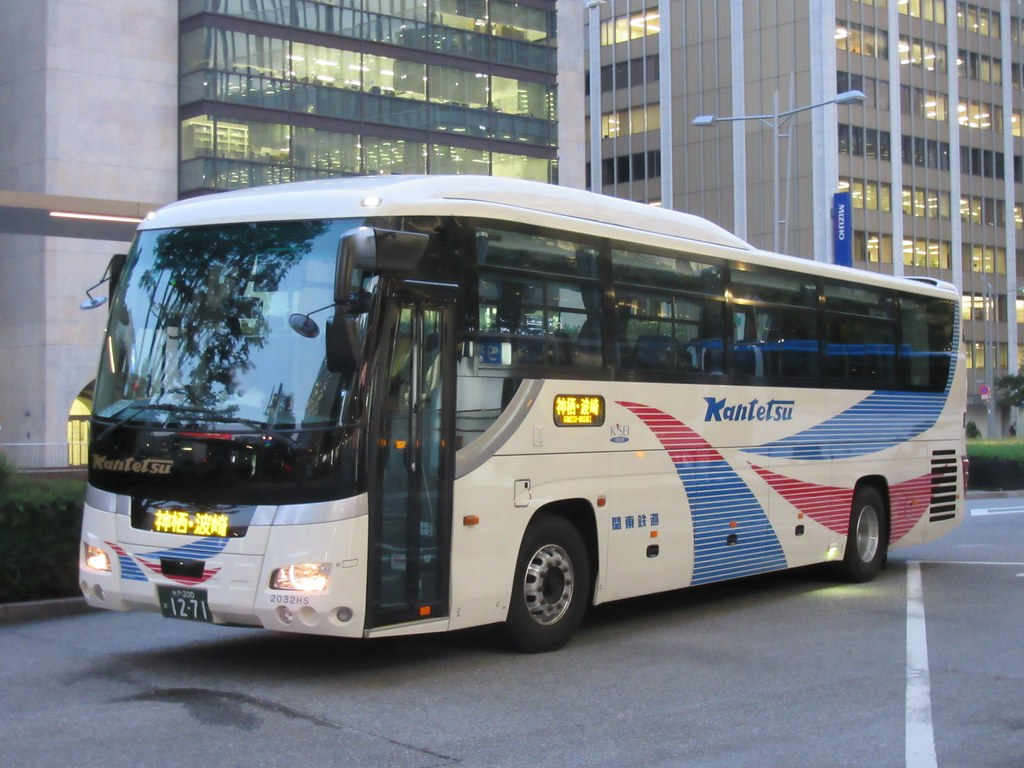
はさき号（関東鉄道）

はさき号（はさきごう）は、東京駅と茨城県神栖市及び潮来市を結ぶ高速バス路線である。

## 概説
1989年に、鹿島地区と東京駅を結ぶ「かしま号」が開業したが、住友金属工業（現・日本製鉄）を筆頭とする鹿島コンビナートの各社への出張客や神栖町・波崎町（当時）方面からの出迎え・見送り需要などで、鹿島セントラルホテルバス停に利用客が集中した。この状況を踏まえて、1990年に神栖町・波崎町（当時）へ向かう本路線を開設した。東京駅から水郷潮来までは「かしま号」と同一経路を走行する。当初は「かしま号」の停車していた水郷潮来バス停（当時は水郷有料道路上）を通過していた。
また、一時期、西部団地北、神栖4丁目も経由していたが、同停留所は廃止され、水郷潮来バスターミナルから茨城県道50号水戸神栖線（旧・水郷有料道路）・国道124号を直進するルートに戻った。
なお、「かしま号」の乗車券・定期券で「はさき号」には乗車できない（一部区間での運賃が異なるため）。

## 運行会社
- 関東鉄道（潮来営業所波崎車庫）
  - 一時期（時期不明～2010年7月15日まで）は関鉄観光バスが運行していた（波崎車庫が関鉄観光バスの管轄であったため）。

### 過去の運行会社
- ジェイアールバス関東（東京支店）
  - 2007年（平成19年）3月からジェイアールバステック（東京高速バス管理所）が運行を受託していたが[1]、2023年3月31日をもって撤退した。かつては八日市場支店が担当していた。

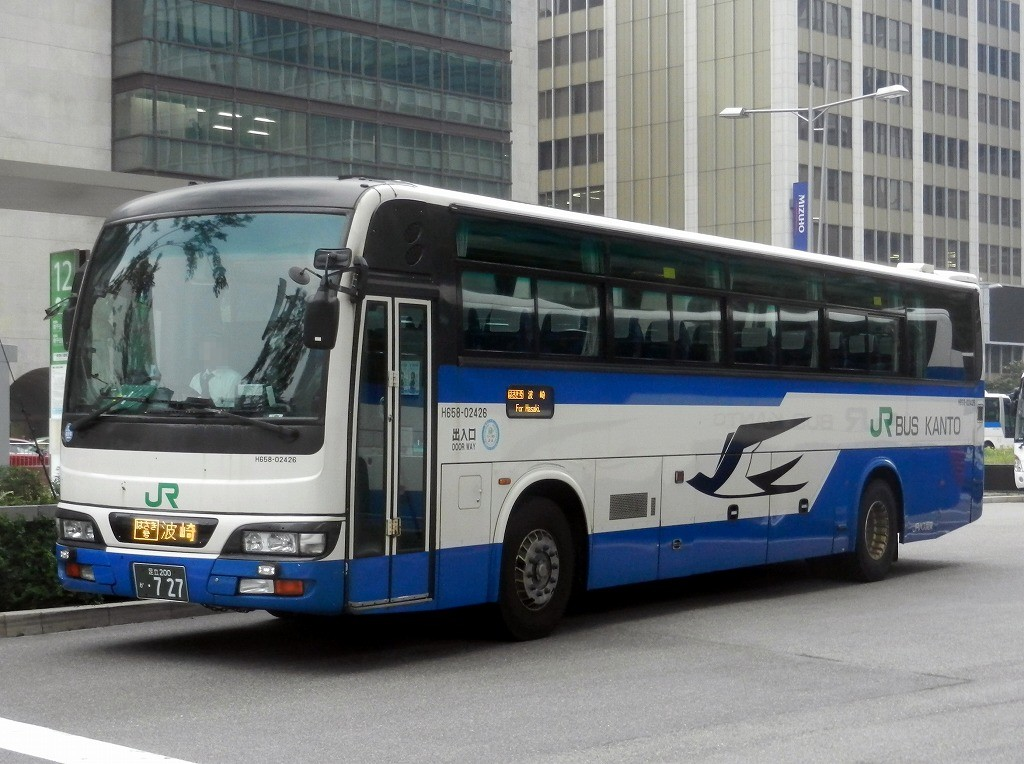
かつて運行していたジェイアールバス関東の車両

## 運行経路

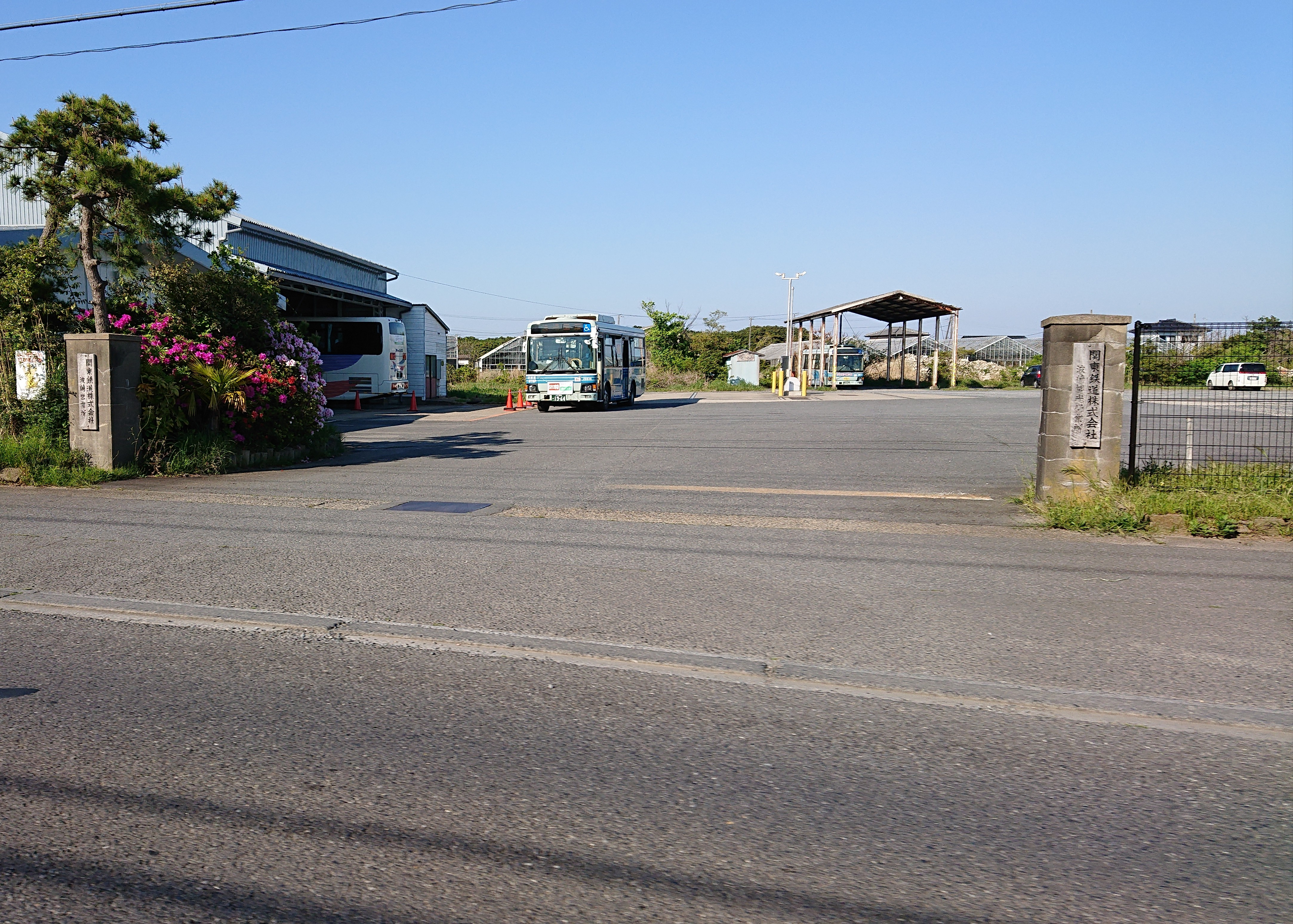
はさき号が発着する関東鉄道波崎車庫

東京駅（乗車は八重洲南口3番のりば、降車は日本橋口） - （首都高速道路・東関東自動車道経由） - 水郷潮来バスターミナル - 大野原西 - アトンパレスホテル - 神栖市役所 - 東部コンビナート - 知手団地入口 - 神栖済生会病院東 - 北若松 - 波崎工業団地 - 新川団地 - 土合ヶ原団地 - 関東鉄道波崎車庫 - 波崎（波崎総合庁舎構内）
- 上り・下りとも、「水郷潮来バスターミナル」～「波崎総合庁舎」間の途中乗降は、出来ない。

## 歴史
- 1990年（平成2年）7月17日 - 「はさき号」の運行を開始[2]。1日2往復[2]。JRバス関東・関東鉄道の共同運行[2]。
- 1992年（平成4年）2月1日 - 1日4往復に増便[3]。東京駅の降車場所を日本橋口に変更[3]。バス停新設（新川団地）。
- 1993年（平成5年）2月 - バス停新設（北若松）。
- 1999年（平成11年）10月1日 - 1日8往復に増便。バス停新設（西部団地北、神栖4丁目、アトンパレスホテル、東部コンビナート）。
- 2006年（平成18年）4月1日 - 水郷潮来への停車を開始。
- 2010年（平成22年）7月16日 - 水郷潮来 - アトンパレスホテル間の運行経路を国道124号経由に変更。それに伴いバス停新設（大野原西）および廃止（西部団地北、神栖4丁目）。
- 2014年（平成26年）
  - 3月25日 - Suica・PASMOのサービスを開始。相互利用サービスを実施している全国計10種類の交通系ICカードが利用可能となる[4]。
  - 3月31日 - 4枚綴り回数券の販売を終了。4月1日以降は消費税率改定後の片道運賃額との差額を支払えば同年5月31日まで利用が可能であった[4]。
- 2019年（平成31年／令和元年）
  - 2月1日 - 運賃を大人1,950円、小児980円（東京駅⇔水郷潮来～北若松）、大人2,200円、小児1,100円（東京駅⇔波崎工業団地～波崎）に改定（ただし、ICカード決済の場合は改定前の大人1,830円、小児920円【東京駅⇔水郷潮来～北若松】、大人2,090円、小児1,050円【東京駅⇔波崎工業団地～波崎】と割引になる）[5]。
  - 4月15日 - バス停新設（神栖済生会病院東）[6]。
  - 10月1日 - 消費税率引き上げに伴う運賃改定[7][8]。
- 2020年（令和2年）5月1日 - 新型コロナウイルス感染症拡大のため、1日2往復に減便[9]。
- 2021年（令和3年）5月10日 - 首都高速道路「呉服橋出入口」廃止に伴い、上り便の運行経路・時刻を変更[10]。
- 2023年（令和5年）
  - 1月1日 - 運賃を大人2,100円、小児1,050円（東京駅⇔水郷潮来～北若松）、大人2,400円、小児1,200円（東京駅⇔波崎工業団地～波崎）に改定（ただし、ICカード決済の場合は大人1,950円、小児980円【東京駅⇔水郷潮来～北若松】、大人大人2,250円、小児1,130円【東京駅⇔波崎工業団地～波崎】と割引になる）[11]。
  - 4月1日 - ジェイアールバス関東が撤退し、関東鉄道の単独運行となる(1日2往復)[12]。

## 使用車両
- 原則として4列シート化粧室付き車両で運行する。